# Zondag (Rob de Nijs)
"Zondag" is een nummer van de Nederlandse zanger Rob de Nijs. Het nummer verscheen op zijn zesde studioalbum Met je ogen dicht uit 1980. In januari dat jaar werd het nummer uitgebracht als de tweede en laatste single van het album.

## Achtergrond
"Zondag" is geschreven door Gerard Stellaard, Tineke Beishuizen en Bill van Dijk en geproduceerd door Stellaard. Op de singlehoes staat het woord "Magic" tussen haakjes geschreven, wat opvallend is, aangezien het voor zover bekend geen cover is. Het nummer gaat over een zorgeloze zondag die de zanger met zijn geliefde in bed doorbrengt.
In Nederland werd de plaat op maandag 28 april 1980 door dj Frits Spits en producer-invaller Tom Blomberg in het populaire radioprogramma De Avondspits verkozen tot de 90e NOS Steunplaat van de week op Hilversum 3.
"Zondag" werd een radiohit in de destijds drie landelijke hitlijsten op de nationale publieke popzender. De plaat bereikte de 25e positie in de Nederlandse Top 40 en een 29e positie in zowel de Nationale Hitparade als de TROS Top 50. In de Europese hitlijst op Hilversum 3, de TROS Europarade, werd géén notering behaald.
In België bereikte de plaat de 18e positie in de voorloper van de Vlaamse Ultratop 50. en de 22e positie in de Vlaamse Radio 2 Top 30. In Wallonië werd géén notering behaald.
De plaat is gecoverd door onder meer André van Duin, Wim Leys, Günther Neefs en De Romeo's. Tevens is de intro gesampled in 2018 door Thijs Boontjes in zijn nummer "Dansen met jou".
In 1995 scoorden Party Zone en Mario Caselli een hit in België (Vlaanderen) met hun cover van de plaat, die tot de 7e positie in de Vlaamse Ultratop 50 kwam.
In de sinds december 1999 jaarlijks uitgezonden NPO Radio 2 Top 2000 van de Nederlandse publieke radiozender NPO Radio 2 stond de originele versie van Rob de Nijs van 2000 t/m 2003, in 2020 en 2021 en in 2024 in de lijst der lijsten genoteerd, met als hoogste notering tot nu toe een 899e positie in 2001.

## Hitnoteringen

### Nederlandse Top 40
| Hitnotering: 31-05-1980 t/m 28-06-1980 | Hitnotering: 31-05-1980 t/m 28-06-1980 | Hitnotering: 31-05-1980 t/m 28-06-1980 | Hitnotering: 31-05-1980 t/m 28-06-1980 | Hitnotering: 31-05-1980 t/m 28-06-1980 | Hitnotering: 31-05-1980 t/m 28-06-1980 | Hitnotering: 31-05-1980 t/m 28-06-1980 |
| Week                                   | 1                                      | 2                                      | 3                                      | 4                                      | 5                                      |                                        |
| -------------------------------------- | -------------------------------------- | -------------------------------------- | -------------------------------------- | -------------------------------------- | -------------------------------------- | -------------------------------------- |
| Positie                                | 38                                     | 27                                     | 25                                     | 26                                     | 40                                     | uit                                    |

### Nationale Hitparade
| Hitnotering: 24-05-1980 t/m 12-07-1980 | Hitnotering: 24-05-1980 t/m 12-07-1980 | Hitnotering: 24-05-1980 t/m 12-07-1980 | Hitnotering: 24-05-1980 t/m 12-07-1980 | Hitnotering: 24-05-1980 t/m 12-07-1980 | Hitnotering: 24-05-1980 t/m 12-07-1980 | Hitnotering: 24-05-1980 t/m 12-07-1980 | Hitnotering: 24-05-1980 t/m 12-07-1980 | Hitnotering: 24-05-1980 t/m 12-07-1980 | Hitnotering: 24-05-1980 t/m 12-07-1980 |
| Week                                   | 1                                      | 2                                      | 3                                      | 4                                      | 5                                      | 6                                      | 7                                      | 8                                      |                                        |
| -------------------------------------- | -------------------------------------- | -------------------------------------- | -------------------------------------- | -------------------------------------- | -------------------------------------- | -------------------------------------- | -------------------------------------- | -------------------------------------- | -------------------------------------- |
| Positie                                | 48                                     | 39                                     | 32                                     | 29                                     | 29                                     | 39                                     | 48                                     | 50                                     | uit                                    |

### TROS Top 50
Hitnotering: 29-05-1980 t/m 26-06-1980. Hoogste notering: #29 (1 week). 

### NPO Radio 2 Top 2000
| Nummer met noteringen in de NPO Radio 2 Top 2000 | '00  | '01 | '02  | '03  | '04-'19 | '20  | '21  | '22-'23 | '24  |
| ------------------------------------------------ | ---- | --- | ---- | ---- | ------- | ---- | ---- | ------- | ---- |
| Zondag                                           | 1538 | 899 | 1698 | 1520 | -       | 1996 | 1968 | -       | 1889 |

1. ↑  Een '-' betekent dat het nummer niet was genoteerd en een vetgedrukt getal geeft de hoogste notering aan.
2. ↑  2000 was het eerste jaar met een notering voor dit nummer.